# Dunkel (альбом Die Ärzte)
Dunkel (с нем. «Тёмный») — четырнадцатый студийный альбом немецкой панк-рок группы Die Ärzte, вышедший 24 сентября 2021 года. Альбом занял первое место в национальных чартах Германии, Австрии и Швейцарии, а также четвёртое место в немецком чарте по итогам года.

## Информация об альбоме
Во время работы над предыдущим студийным альбомом Hell (2020), у группы были написаны, в общей сложности, 42 песни. Из них было отобрано 36 композиций и коллектив начал запись двойного альбома, концепцией которого мог бы стать необычный формат издания: первую половину планировали издать только в цифровом варианте, а вторую только на физических носителях. Свои коррективы внесла пандемия COVID-19 и идея о двойном альбоме отпала. После выпуска Hell, в который вошло 18 треков, коллектив взял отпуск на четыре месяца и за это время музыканты сочинили ещё несколько новых песен, несмотря на то, что по сути, записанного материала было предостаточно. Таким образом, часть уже готовых песен была отброшена, записаны новые композиции и получился полноценный альбом, который было решено назвать Dunkel (Тёмный), как своеобразный сиквел к предыдущей пластинке Hell (Светлый).
За две недели до выхода альбома группа представила сингл «Noise», написанный Фарином Урлаубом и Белой Б в соавторстве, который в первую неделю занял 4 место в немецком чарте. На композицию был снят клип, участие в котором приняли барабанщик панк-группы Die Toten Hosen Вом Ричи и немецкой актёр Бьярне Медель. В конце ноября группа порадовала поклонников вторым синглом и видео на песню «Kraft». Сингл на одну неделю попал в национальный чарт и занял 11 место. Финальный одноименный сингл с альбома вышел 29 апреля 2022, заняв 22 строчку в чарте Германии.
Альбом вышел гораздо более мрачным, чем все предыдущие работы коллектива, что лишь подтверждает его название. Многогранные послания государству и гражданам, с призывом делать осознанный выбор, в том числе голосовать против нацистов и диктатуры (Anti, Our Bass Player Hates This Song), оды о разрушенных отношениях (Wissen), о несчастии, одиночестве, психологических проблемах и их умалчивании (Schweigen), острые темы о домашнем насилии и токсичной мужественности (Einschlag), и многое другое, ставят этот альбом в ряд с Geräusch и Jazz ist Anders, одними из самых серьёзных и успешных работ Die Ärzte.
Из 19 композиций в альбоме, 10 числятся за авторством Фарина Урлауба, автором 5 треков является Бела Б Фельзенхаймер и только 1 песня самостоятельно написана Родом Гонсалесом. Композиция «Dunkel» сочинена Белой и Родом совместно, авторы сингла «Noise» — Фарин и Бела, а песня Kerngeschäft написана и исполнена Белой Б совместно с немецкой реп-артисткой Ebow.
Примечательно, что из всей студийной дискографии коллектива, Dunkel является единственным альбомом, который содержит одноимённую песню.

## Обложка и издание
На чёрно-белой фотографии с лиловой надписью «DUNKEL» запечатлены трое музыкантов, одетых в вечерние костюмы и пальто, на Фарине надета шляпа. Как и предыдущий альбом, упаковка CD и винилового изданий выполнена в формате книги с фотографиями и текстами песен. Кроме того в комплект входит бумажная разноцветная гирлянда. Сама книга упакована в жёсткий бокс, в котором предусмотрено место для предыдущего альбома Hell, тем самым, соединяя оба издания на одном и том же носителе, альбом превращается в дилогию «Hell/Dunkel» («Свет/Тьма»).

## Список композиций
1. KFM (Urlaub)
2. Wissen (Urlaub)
3. Dunkel (M: Felsenheimer, Gonzalez; T: Felsenheimer)
4. Anti (Urlaub)
5. Doof (Felsenheimer)
6. Schrei (Gonzalez)
7. Kraft (Urlaub)
8. Schweigen (Felsenheimer)
9. Tristesse (Urlaub)
10. Kerngeschäft (M: Felsenheimer; T: Ebru Düzgün, Felsenheimer)
11. Noise (Urlaub, Felsenheimer)
12. Einschlag (Felsenheimer)
13. Anastasia (Urlaub)
14. Besser (Urlaub)
15. Nachmittag (Urlaub)
16. Menschen (Felsenheimer)
17. Erhaben (Urlaub)
18. Danach (Felsenheimer)
19. Our Bass Player Hates This Song (Urlaub)

### Сингл — «Noise»
1. Noise (Urlaub, Felsenheimer)
2. Auserzählt (Felsenheimer)
3. Dobly (Urlaub)

### Сингл — «Kraft»
1. Kraft (Urlaub)
2. Sсhritte (Urlaub)
3. Kraft (Sponge Rock Kollegen-Mix) (Urlaub)

### Сингл — «Dunkel»
1. Dunkel (M: Felsenheimer, Gonzalez; T: Felsenheimer)
2. Schuldselber (Felsenheimer)

### Сингл — «Demokratie»
1. Demokratie (Our Bass Player Hates This Song) (Urlaub)
2. Doof (Live in Hamburg, 2023) (Felsenheimer)